# Апологія Сократа (Платон)
Стаття про твір Ксенофонта на цю тему називається «Апологія Сократа (Ксенофонт)».
Апологія Сократа (дав.-гр. Ἀπολογία Σωκράτους; лат. Apologia Socratis) — один з найбільш ранніх творів Платона, що містить три промови Сократа під час суду. Дія розгортається на початку 399 року до н. е. На філософа подали до суду за неповагу до богів, створення нових божеств та розбещення юнацтва. Ініціатором судового переслідування був впливовий політик Стародавніх Афін Аніт. Роль офіційного обвинувача відводилася Мелету.
В «Апології» не наведено обвинувальну промову, але відтворено промову Сократа. Після вислуховування сторін проводили таємне голосування суддів. Як відзначають античні та сучасні автори, промова Сократа була непрактичною. Замість того, щоби, за прикладом інших афінян, волати до милосердя, привести дружину та дітей, які своїм плачем повинні розжалобити суддів, Сократ був сповнений гідності. У цьому творі прозвучало твердження філософа про те, що він найрозумніший із людей, бо «знає, що нічого не знає». Сократа визнали винним 281 голосом проти 220. Після обвинувального вироку обвинувач та обвинувачений мали запропонувати покарання, а судді обирали з двох альтернативних варіантів. Обвинувачі виступали за страту. Сократ заявив, що вважає себе невинним і заслуговує на найвищу шану Афін — безкоштовного обіду в пританеї. Однак, якщо цього вимагає звичай, він запропонував замінити смерть штрафом у 30 мін. Суд присудив філософа до смерті, після чого Сократ промовив третю промову.
У науковій літературі є різні думки щодо достовірності передачі Платоном слів Сократа під час суду. Платон, хоч і був присутній на процесі, міг приписати вчителю ті чи інші твердження. Цим він намагався досягти двох цілей — створити відповідний публічний образ вчителя для читачів та спростувати звинувачення Полікрата у «Звинуваченні Сократа» близько 393 року до н. е. Незалежно від ставлення до достовірності «Апології» більшість дослідників, включаючи Серена К'єркегора, Ульріха фон Віламовиця-Мелендорфа, Карла Попера та інших відомих учених, відзначали високий художній рівень твору, який допоміг і багато в чому вплинув на створення відповідного образу Сократа.

## Місце, час та обставини

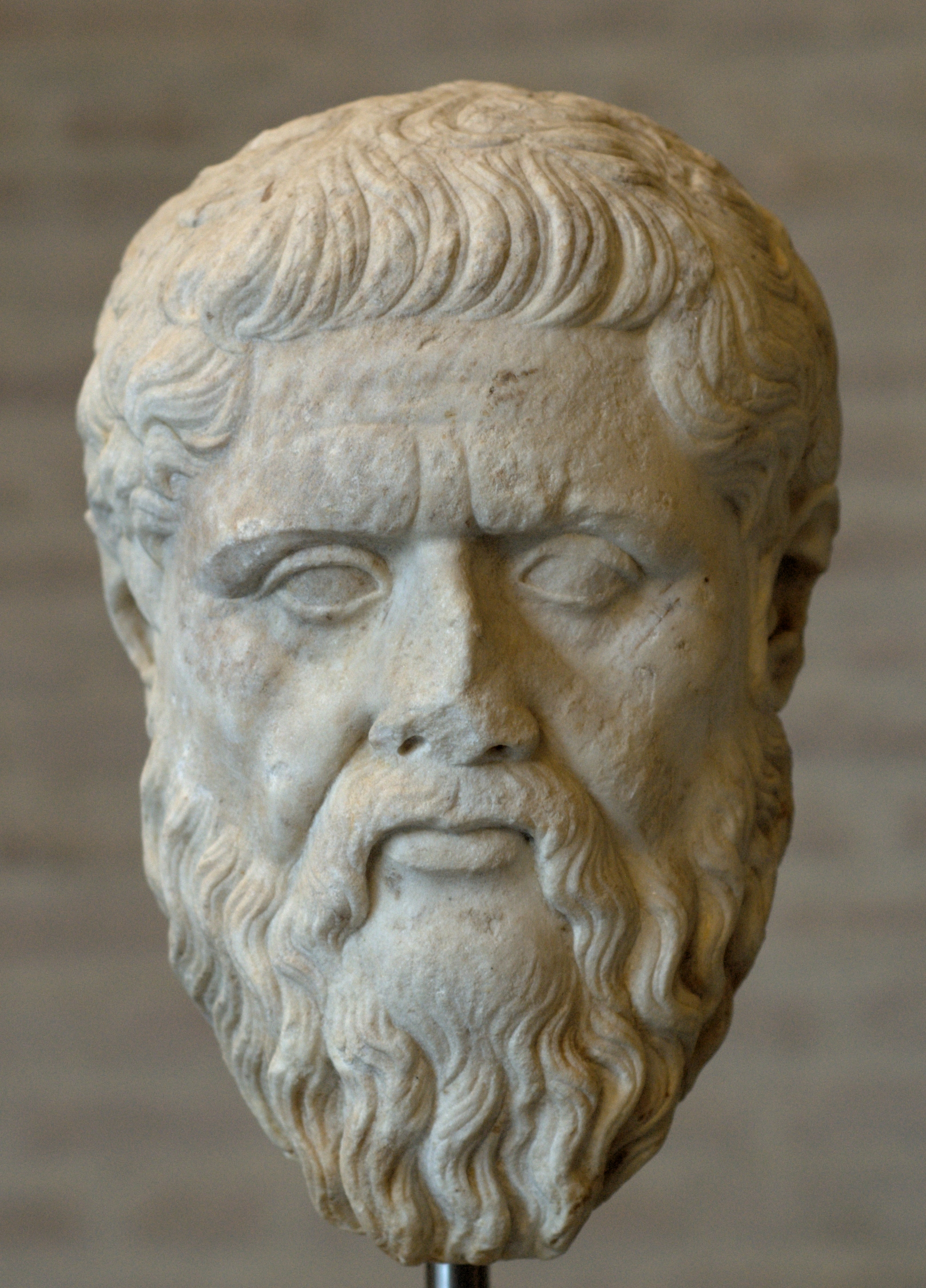
Голова Платона. Римська копія з грецького оригіналу з мюнхенської Гліптотеки (оригінал був виставлений в Академії після смерті філософа)

У 399 р. до н. е. проти Сократа подали позов до суду. Багато античних даних про судове засідання суперечливі, викликають сумніви у сучасних істориків. Загальна формула звинувачення, зафіксована у Діогена Лаертського, записана була так: «Сократ винен у тому, що не шанує богів, яких шанують в місті, а вводить нові божества, і винен у тому, що розбещує юнацтво; а покарання за те — смерть». Головним організатором переслідування філософа став впливовий політик Аніт. Мелету відводилася роль офіційного обвинувача. Аніт та Лікон виступили з додатковими промовами проти Сократа на підтримку Мелета. Античні джерела пов'язували дії Аніта із заздрістю, невдоволенням критикою Сократа проти політиків та ремісників. Сучасні вчені вважають, що причина звинувачень філософа була глибшою. Сократ критикував ідею правління більшості та безмежний диктат демос. Така критика, звичайно, не подобалася політикам демократичної партії. Аніт, як один із її лідерів, виступав на суді виразником думки всіх демократів щодо «незручного» філософа, інакше мислячого. За однією з версій, саме Аніт написав обвинувальну промову, яку на суді зачитав Мелет, за іншою — автором промов Мелета та Аніта був софіст Полікрат.
Судовий процес над Сократом описаний був у двох творах Платона й Ксенофонта з подібною назвою «Апологія» (дав.-гр. ἀπολογία). На відміну від Ксенофонта Платон був присутній на суді, тому більшість істориків віддають перевагу саме його трактатові в описі події. Одночасно вони зазначають, що Платон міг приписати ті чи інші твердження, передати промову вчителя не дослівно. Цим він прагнув досягти двох цілей — створити відповідний образ вчителя та спростувати звинувачення Полікрата у «Звинуваченні Сократа» близько 393 р. до н. е. Так, Платон, якого не могли не турбувати твердження у прихильності до олігархії та безбожності вчителя міг «вкласти» в текст від імені Сократу ті чи інші твердження. Водночас процес, на момент написання «Апології», був відносно недавньою подією. Платон не міг допустити значного свавілля у переказі деталей, оскільки це неминуче викликало би жорстку критику з боку недоброзичливців.
Сократа судив суд присяжних із 501 афінських громадян геліастів за стандартною для того часу процедурою. Засідання передбачало два таємні голосування. Після виступу сторін геліасти вирішували питання винності. У разі «позитивного» рішення обвинуваченому надавали можливість виступити повторно. Він пропонував суддям те покарання, яке вважав за справедливе. Говорити про незначне стягнення було невигідно, оскільки це схиляло суддів до суворішого покарання. На першому голосуванні Сократ отримав 281 «чорних» та 220 «білих» куль. Після цього, коли Сократ міг попросити штраф, вигнання, заборону на філософські бесіди і т. ін., він заявив, що за свої дії заслуговує не покарання, а найвищої нагороди Стародавніх Афін — довічного безоплатного обіду в пританеї. Потім він все ж таки погодився сплатити 30 мін (близько 13 кг срібла). Після таких слів, які могли бути сприйняті як знущання з суддів, Сократа присудили до смерті.
Судові промови Сократа були непрактичними. Як у сучасних, так і у античних авторів, складалося враження, що метою Сократа не було збереження власного життя. Він не використовував найбільш типові прийоми обвинувачених у Стародавніх Афінах — звернення до милосердя суддів та залучення дружини та дітей, які би благали пощадити їхнього батька та чоловіка. Більше того, Сократ заявив, що це принижує гідність як підсудного, так і суддів, які у своїх рішеннях мають керуватись виключно законами. Ксенофонт передає спогади одного з учнів Сократа Гермогена. Коли Гермоген закликав Сократа подумати про майбутній судовий процес, той відповідав, що його життя було підготовкою до цієї події. Гермоген намагався обдурити вчителя, намагаючись пояснити, що в Афінах найчастіше виправдовують винних і засуджують до страти ні в чому не винних громадян. На ці аргументи Сократ відповів, що й сам розуміє реальний стан речей, але внутрішній голос «даймоній» вважає, що йому краще померти. Німецький філософ Ф. Ніцше підсумував події на суді та засудження Сократа одним реченням: «Сократ хотів померти: не Афіни йому, а він собі дав чашу з отрутою, він змусив Афіни дати цю чашу…»
«Апологію Сократа» відносять до «ранніх» творів Платона 390-х років до н. е. Він повинен був написати свою «Апологію» після появи трактату «Звинувачення Сократа» (близько 393 р. до н. е.) Полікрата і до «Апології» Ксенофонта, який розпочав свою творчу діяльність у 387 р. до н. е. і у своїх працях орієнтувався на Платона.

## Композиція

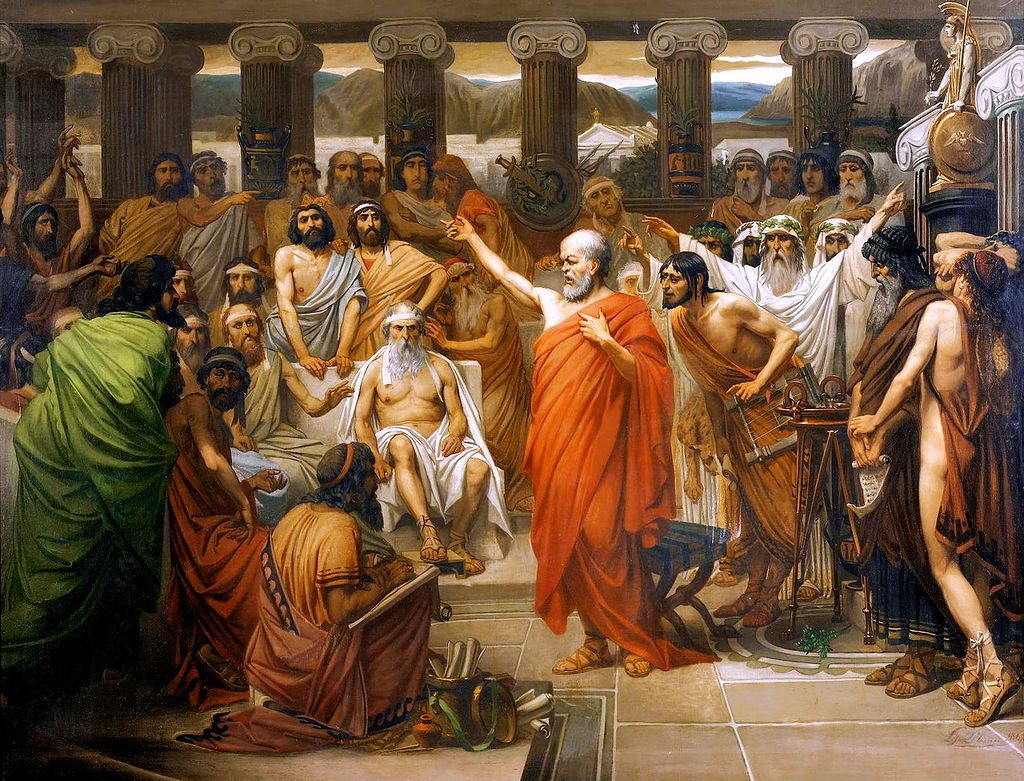
«Сократ виступає на суді». Луї Лебрюн, 1867. Приватна колекція

«Апологія Сократа» — єдиний твір Платона, написаний у формі монологу. За своєю суттю Сократ в «Апології» вимовляє три промови: першу — після обвинувальних промов Мелета та Аніта, другу — після рішення суду про винність, третю — після смертного вироку.

### Перша промова Сократа перед голосуванням суддів

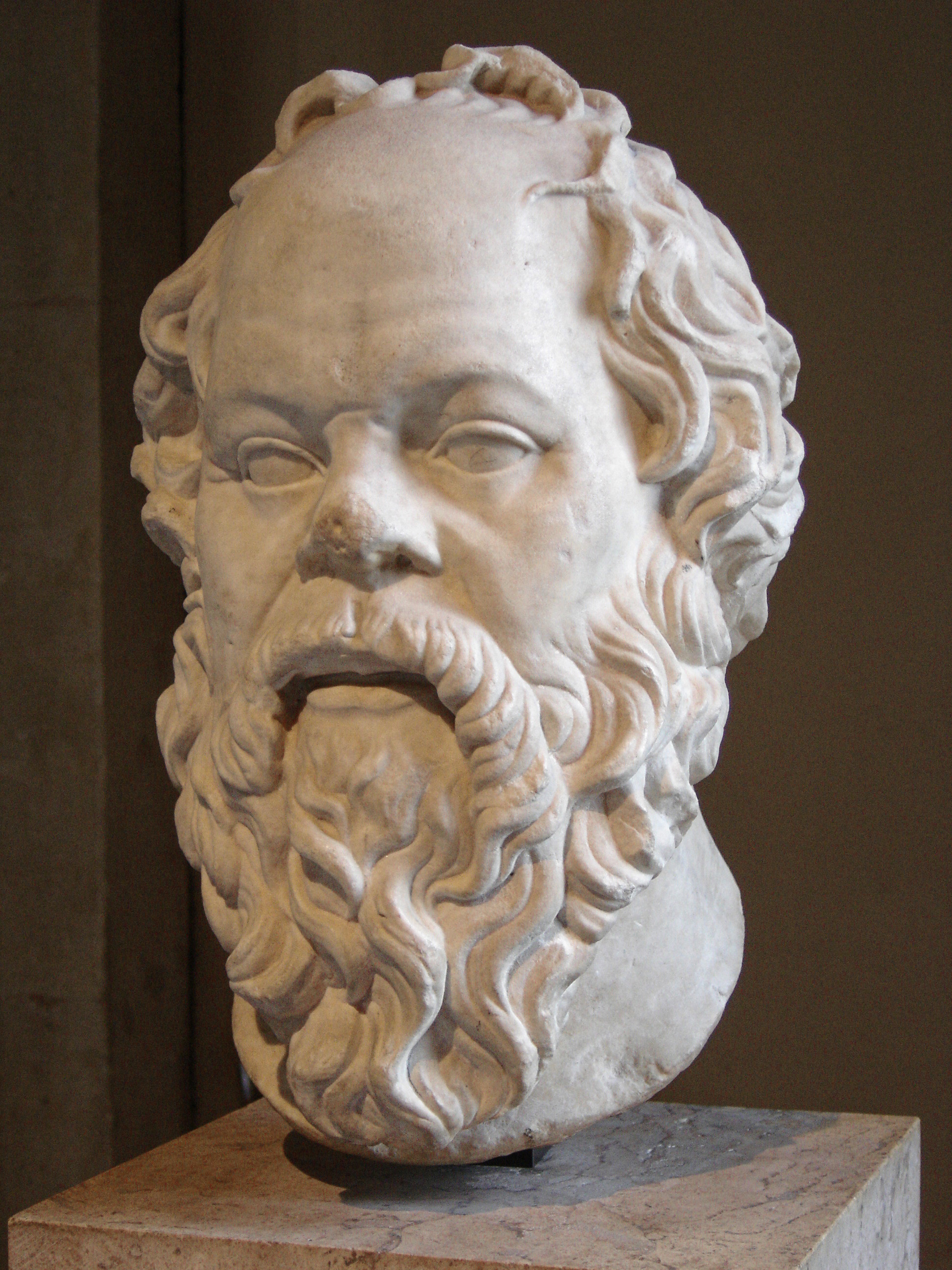
Голова Сократа. Мармур, римське мистецтво (І століття), можливо, копія втраченої бронзової статуї, виготовленої Лісіпом (Лувр)

У вступі Сократ наголошує, що його обвинувачі говорили гарно. Проте все сказане проти себе філософ вважає наклепом. Він обіцяє, що, як і протягом усього життя, говоритиме перед суддями виключно правду. Сократ наголошував, що йому слід виступити на захист проти двох груп обвинувачів — колишніх та теперішніх. Саме колишні обвинувачі сформували той негативний публічний образ Сокрта, який не має жодного стосунку до дійсності. До таких він відносить Аристофана, який в «Хмарах» не тільки назвав його «священнослужителем промов шахрайських», а й вивів образ базіки, котрий розбещує своїми промовами молодь. Сократ називає «колишніх обвинувачів» наклепниками. На відміну від інших філософів він не брав із учнів гроші, не займався натурфілософією та іншими науками, хоч і ставився до них з повагою. Звідки ж узявся наклеп? Сократ розповідає про друга Херефонта, який запитав у дельфійського оракула про те, хто з еллінів наймудріший. Піфія відповіла, що немає нікого мудрішого за Сократа. Сам філософ був спантеличений таким віщуванням. З одного боку, піфія, яка передає слова Аполлона, не могла помилятися; з іншого — Сократ не вважав себе мудрим. Тоді він почав відвідувати державних діячів, поетів та ремісників. З розмов із ними він зрозумів, що вони лише здаються мудрими. Державні діячі взагалі мало розуміють, про що говорять; поети творять завдяки вродженим здібностям, а не мудрості; ремісники, володіючи якимось мистецтвом, вважають себе мудрими, хоча їхні знання дуже обмежені. В результаті Сократ зрозумів: «Насправді, о чоловіки, мудрим виявляється Бог, і цим висловом він бажає сказати, що людська мудрість коштує трохи або зовсім нічого не коштує, і, здається, при цьому він не має на увазі саме Сократа, користується моїм ім'ям для прикладу, аналогічно якщо би він говорив, що з вас, о люди, наймудріший той, хто, подібно до Сократа, знає, що нічого насправді не варта його мудрість». Такий висновок припав не до душі багатьом афінянам. Так звані «мудреці» зненавиділи Сократа, що й стало причиною тієї брехні та наклепів, за які йому доводиться виправдовуватися.
Далі Сократ відповідав на безпосередні звинувачення на суді, до яких належали розбещення юнацтва та безбожжя. Сократ підкреслює внутрішню суперечливість звинувачень Мелета. Якщо Мелет вважав, що Сократ розбещував молодь, то повинен був переконатися, що це відбувається навмисне. Також філософа одночасно звинуватили у винаході нових богів та безбожності. Сократ наголосив, що він і близько не говорив нічого подібного до твердження Анаксагора про те, що Сонце — «розжарений камінь», а не «божественний Геліос». А, між іншим, праці Анаксагора можна придбати в будь-якій книгарні, і нікого з афінян це не бентежить.
Далі Сократ казав, що не боїться смерті, на відміну від малодушності та ганьби. Все його життя являлося спілкуванням з людьми, яких він переконував дбати не про тіло, а про душу. Філософ порівняв себе з приставленим до коня оводом, який не дає лінуватись, а змушує постійно не спати. Так і Сократ своїми промовами намагався спонукати афінян до чесноти. За цю благородну справу філософ не вимагав грошей, бо вважав її за служіння Богові. Далі Сократ розповідав суддям про свій «демон» — внутрішній голос, який зупиняє його від тих чи інших дій, але ніколи ні до чого не примушує. Також він навів докази своєї доброчесності, коли пішов проти волі народу в суді над стратегами і не послухався уряд тиранів, коли ті наказали йому заарештувати Леонта Саламінського. Він вказує на те, що ніхто з його учнів або батьків його учнів не звинувачував його в розбещенні. Завершив Сократ свою промову вказівкою на те, що він у жодному разі не хоче скористатися характерними для Афін прийомами, щоби емоційно розжалувати суддів. Він навмисно не привів на суд свою дружину та дітей, які своїми сльозами та голосіннями схилили би багатьох на його бік. Сократ просить суддів керуватися виключно законами.

### Промова Сократа після загального звинувачення
Сократ здивований, що звинувачення підтримала незначна більшість суддів. Сократ перераховує покарання, які він може протиставити запропонованій звинуваченням смертній карі — тюремне ув'язнення, вигнання, штраф та інше. Кожне з них він вважає неприйнятним для себе. Сократ вважає себе гідним обіду у пританеї, що було великою честю для громадянина міста. Однак, якщо того вимагає суд, він запропонував виплатити штраф у 30 мін, поручителями чого готові були виступити Платон, Аполодор, Крітон та Крітобул.

### Промова Сократа після смертного вироку
Засуджений на смерть Сократ казав, що судді вчинили зло не йому, старій людині, а самим собі. Нащадки виправдають Сократа, а судді цим рішенням накликали ганьбу на себе. Філософ підкреслив, що він до кінця залишився вірним собі і не принизився перед тими, від кого залежало його життя. Смерть не лякає Сократа, оскільки очікує зустріти у Аїді справедливих суддів, на відміну від тих перед якими змушений виступати з промовою. Закінчив він свою промову твердженням: «Але вже час йти звідси, мені — щоби померти, вам — щоби жити, а хто з нас йде на краще, це ні для кого не ясно, крім Бога».

## Вплив та оцінки
В античності кілька авторів створили свої «Апології Сократа», де орієнтувалися вони на твір Платона. З них збереглися «Апологія Сократа» Ксенофонта та промова Лібанія (314—393 рр.). Аристотель у «Риториці» стверджував, що свою версію захисної промови Сократа на суді написав учень Платона та Ісократа Теодект, а згідно з візантійським енциклопедичним словником X століття «Суда» також філософ-стоїк Теон з Антіохії. Афінський ритор Ісократ у своїй промові «Про обмін майном» (дав.-гр. Περὶ ἀντιδόσεως) орієнтувався на платонівську «Апологію». Цей твір згадав Аристотель у «Риториці». Він навів уривок з твору: "Сократ запитав Мелета, який стверджував, що не визнає богів: "Чи визнаю я, по-твоєму, існування якихось демонів? І, отримавши ствердну відповідь, продовжував: «А демони — чи не діти богів, чи не щось божественне? » І на ствердну відповідь сказав: «Чи є така людина, яка б визнавала дітей богів, а самих богів не [визнавала б]? » як приклад логічного прийому апагогії або доведення до абсурду.
Філософ-платонік Трасіл помістив трактат у першу з дев'яти тетралогій Платона, що також включала діалоги «Євтифрон», «Крітон» та «Федон». У цих чотирьох трактатах описані події до суду над Сократом, під час судового засідання, перебування Сократа у в'язниці та останнього дня із життя філософа. Діоген Лаертський назвав «Апологію» «етичним» твором.
Ставлення античних авторів до платонівської «Апології» було різним. Філософ-стоїк Епіктет вважав, що Сократ навмисно провокував суддів винести смертний вирок. При цьому він не тільки виправдовував філософа, а й вважав таке рішення найкращим в умовах, що склалися. Твір Платона було розкритиковано в трактаті «Про перевагу красномовства Демосфена», авторство якого приписують Діонісію Галікарнаському. Автор виходив із суто практичних позицій. Зухвала промова Сократа найменше підходила для судових засідань. Відповідно у нього, а також у іншого античного письменника Касія Севера, виникли сумніви щодо достовірності промови. Вони прийшли до думки, що, можливо, Платон прагнув створити відповідний публічний образ вчителя і для цього спотворив промову Сократа.
Свою інтерпретацію суду над Сократом дав ранньохристиянський мученик Юстін, він назвав давньогрецького філософа предтечею християнства, а сам суд порівняв із переслідуванням християн у Римській імперії: «Але хто з тих, хто жив до Христа, за Його людяністю, намагався досліджувати і спростовувати що-небудь Словом, ті були віддані, як безбожні і зухвалі, суду. Найтвердіший із них у цій справі Сократ був звинувачений у тих самих злочинах як і ми; бо говорили, що він вводив нові божества і не визнавав тих, кого громадяни шанували богами. А він, виганяючи з держави і Гомера, та інших поетів, вчив людей відвертатися від злих демонів — злих і робивших те, що описували поети, і умовляв їх набувати пізнання невідомого їм Бога за допомогою дослідження розуму».
Антикознавець О. Ф. Лосєв виділив в «Апології Сократа» дві складові — художню та логічну. Платон виводить образ величного і непохитного філософа, незаслужено звинуваченого в безбожності та розбещенні юнацтва. Хоч трактат є монологом Сократа, у ньому виразно видно те озлоблення, яке викликала його філософія у некритично мислячих співгромадян. Логічна складова промов Сократа не на висоті. Так, наприклад, твердження: «Якщо я безбожник, то не вводив нові божества, а якщо вводив, то я не безбожник» — вірне лише формально. Якщо взяти за основу комедію Арістофана «Хмари», де Сократ поклоняється якимсь стихіям-«Хмарам», то з погляду традиційної міфології філософа можна назвати безбожником. Твердження, що Сократ не займався громадськими справами, а потім розповідь про те, як Сократ брав участь у суді над стратегами, суперечливі. У цілому нині О. Ф. Лосєв оцінює твір логічно суперечливим, і водночас створюючий образ величного і самовідданого служителя істини Сократа. Художні достоїнства твору роблять логічні невідповідності непомітними для читача.
Німецький філософ Фрідріх Шлейєрмахер вважав, що в «Апології» досить точно відтворена промова Сократа в суді. Його думку поділяли Едуард Целер (1814—1908) і Джордж Грот (1794—1871). Протилежна думка про те, що текст «Апології» навіть віддалено не відповідає істинній промові філософа знайшло своє відображення в працях Мартина Шанца, Ервіна Вольфа та інших вчених.
Незалежно від ставлення до достовірності «Апології» більшість дослідників, включаючи Сьорена Кьєркегора, Ульріха фон Віламовиця-Мелендорфа, Карла Попера та інших знаменитих учених, відзначали високий художній рівень твору, який допоміг і багато в чому вплинув на створення відповідного публічного образу Сократа.

## Переклади та публікації

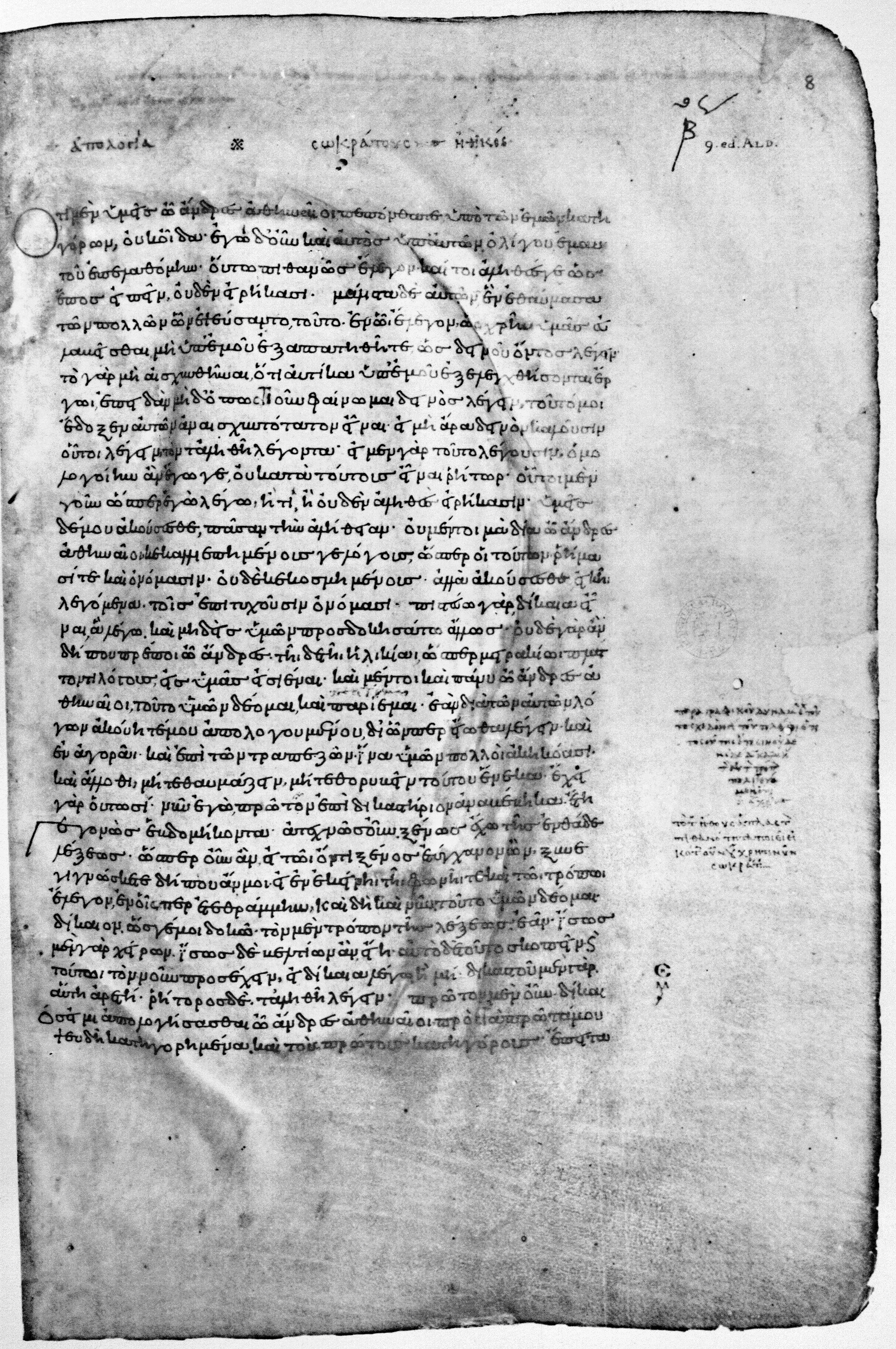
Перша сторінка з ранньої збереженої версії «Апології Сократа» 895 року

Найстаріший збережений рукопис «Апології» грецькою мовою датований IX століттям. У XI столітті трактат переклали вірменською мовою. Перший переклад, або, точніше, короткий виклад, «Апології Сократа» в Західній Європі був зроблений давньоєврейською мовою філософом Єхудою Галеві (XI-XII століття).
«Апологія Сократа» стала одним з найбільш відомих творів Платона в період Ренесансу. Вперше його переклав латиною Леонардо Бруні на початку XV століття. Згодом він вважав переклад незадовільним і переробив до 1424 року. Твір приваблював Бруні, оскільки він бачив у промові Сократа критику демократії. Ці погляди були йому близькі. Вперше переклад Бруні латиною опублікували в 1475 р. в Болоньї. Другий переклад «Апології» з давньогрецької на латину був виконаний гуманістом і філософом Марсіліо Фічіно, який частково використав текст Бруні. Він був опублікований у 1484 р. у Флоренції. Перше друковане видання «Апології Сократа» давньогрецькою мовою було підготовлено вченим й одним з найзначніших філологів епохи Відродження М. Мусуросом серед інших творів Платона, а потім видано книгодрукарем Альдом Мануцієм у 1513 р. у Венеції.
В 1749 р. твір переклав під час ув'язнення у в'язниці Венсенського замку Дені Дідро. Вольтер назвав Дідро, якого як і давньогрецького філософа звинувачували в атеїзмі, сучасним Сократом.
Згодом твір неодноразово перевидавали в оригіналі та перекладали різними мовами, у тому числі у складі серій «Collection Budé» та «Loeb Classical Library».
Перше друковане видання «Апології Сократа» російською мовою датовано 1780-ми роками в перекладі І. Сидоровського та М. Пахомова, які рясніли словами з церковнослов'янської мови. Також у Російській імперії були опубліковані переклади «Апології Сократа» О. С. Клеванова (1861), В. М. Карпова (1863), В. С. Соловйова (1899), М. С. Соловйова (1903). Після видання текстів Платона за редакцією З. А. Жебельова, Л. П. Карсавіна і Е. Л. Радлова у 1920-х роках нові переклади «Апології Сократа» не публікували кілька десятиліть. У видавничій політиці періоду СРСР не заохочувалося створення безлічі перекладів. На центральному рівні ухвалювали рішення про створення зборів творів того чи іншого автора, якому призначалася роль зразка. Недолік такого підходу полягав у відсутності можливості для читача обирати серед кількох видань найкраще, необхідність часто задовольнятися відверто слабкими текстами. У філософських текстах це може призвести до втрати тих чи інших нюансів змісту. У зборах творів Платона 1968 р. за основу був взятий переклад М. С. Соловйова 1903 р., який був наново звірений С. Я. Шейнман-Топштейн.